# Stanisław Wasilewski
Stanisław Wasilewski (* 7. August 1907 in Adamówek; † 12. August 1990 in Warschau) war ein polnischer Radsportler und nationaler Meister im Radsport.

## Sportliche Laufbahn
Er war zunächst als Boxer aktiv. Bereits 1929 bestritt er, noch ohne größeren Erfolg, die Polen-Rundfahrt. 1933 gewann er fünf Etappen der Rundfahrt und wurde Dritter der Gesamtwertung hinter dem Sieger Jerzy Lipinski. 1937 wurde er Zweiter der Tour, wiederum mit zwei Etappenerfolgen. In jenem Jahr konnte er auch das Rennen um den nationalen Meistertitel im Mannschaftszeitfahren und im Straßenrennen gewinnen. Ein weiterer Erfolg war der zweite Platz in der Ungarn-Rundfahrt. 1939 wurde er polnischer Vize-Meister, dann beendete der Zweite Weltkrieg seine Karriere. 1940 und 1941 war er Häftling im Konzentrationslager Auschwitz. Nach dem Krieg blieb er dem Radsport als Funktionär und Kampfrichter verbunden.

## Ehrungen
Stanisław Wasilewski wurde u. a. mit dem polnischen Ritterkreuz ausgezeichnet.